# Louis Peisse
Jean Louis Hippolyte Peisse, né à Aix-en-Provence le 1er janvier 1803 et mort à Paris le 12 octobre 1880, est un journaliste et traducteur français, observateur notamment de la vie médicale de son temps.

## Biographie
Après des études secondaires à Aix-en-Provence, il est étudiant en médecine à la faculté de Montpellier. Venu à Paris en 1826, il publie l'année suivante un premier ouvrage rassemblant des articles biographiques sur les médecins français, parus d'abord dans La Gazette médicale. Entre 1830 et 1833, il contribue au National, en collaboration avec Armand Carrel, puis à différents journaux tels que Le Temps et la Revue des deux Mondes, où il écrit sur les sciences, la littérature et les beaux-arts. En 1835, il est nommé secrétaire particulier du président du Conseil, puis conservateur à l’École des beaux-arts, où il fonde le « musée des modèles ». Il traduit plusieurs traités philosophiques, notamment ceux de William Hamilton et de John Stuart Mill, et publie un deuxième ouvrage sur la médecine en 1857. Quoique non-médecin, il est élu membre de l'Académie de médecine en 1866. Après une première tentative infructueuse en 1843, il est élu membre de l'Académie des sciences morales et politiques en 1877.

## Publications
Histoire et philosophie médicales
- Les Médecins français contemporains (1827-28)
- Notice historique et philosophique sur la vie, les travaux et les doctrines de Cabanis (1844) Texte en ligne
- La Médecine et les médecins : philosophie, doctrines, institutions, critiques, mœurs et biographies médicales (2 volumes, 1857)

Traductions
- William Hamilton : Fragments de philosophie (1840) Texte en ligne
- Dugald Stewart : Éléments de la philosophie de l'esprit humain (3 volumes, 1843-45)
- Pasquale Galluppi : Lettres philosophiques sur les vicissitudes de la philosophie relativement aux principes des connaissances humaines, depuis Descartes jusqu'à Kant (1844)
- John Stuart Mill : Système de la logique déductive et inductive : exposé des principes de la preuve et des méthodes de recherche scientifique (2 volumes, 1866) Texte en ligne (1) (2)

## Référence
- Dictionnaire encyclopédique des sciences médicales, 2e série, tome XXII, 1868-1889.